# Джамаме
Джама́ме (сомал. Jamaame, араб. جمامة‎) — город на юге Сомали. С 2014 года находится под контролем террористической группировки аш-Шабаб.

## География

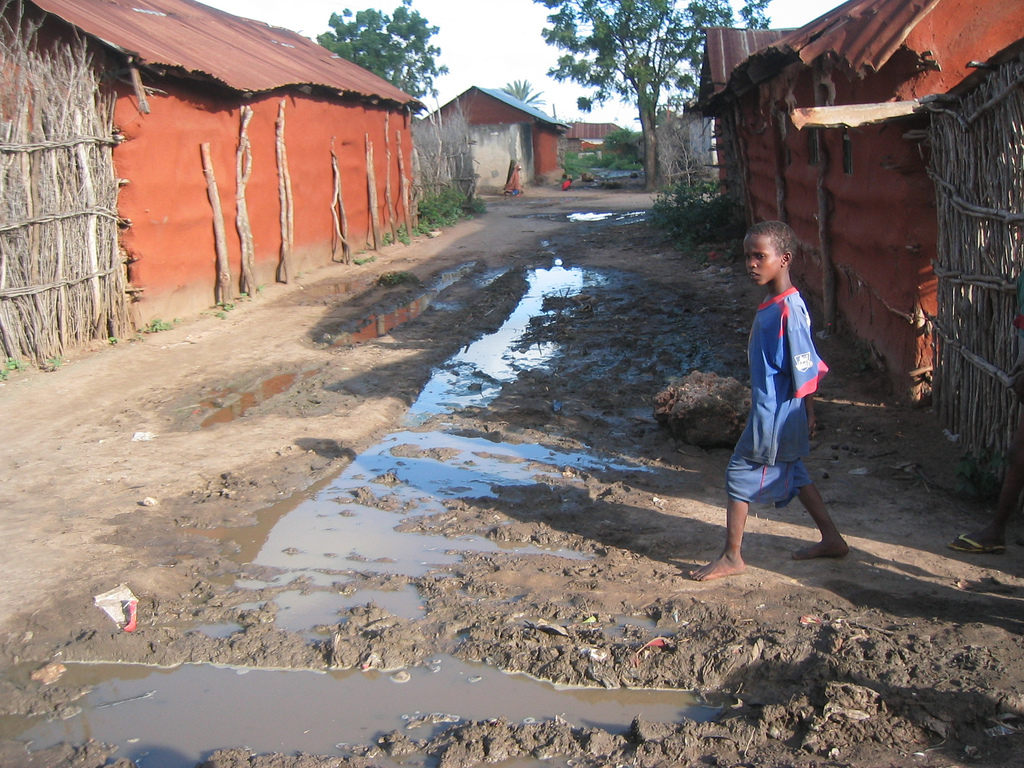
Улица Джамаме

Расположен на берегу реки Джубба, в 30 км от побережья Индийского океана и в 55 км к северу от города Кисмайо, на высоте 10 м над уровнем моря.

## Население
По данным на 2009 год население города составляет около 192 000 человек, в то время как в 1988 году оно насчитывало всего 22 000 человек. Большая часть населения — различные кланы сомалийцев, меньшинство составляют народы банту и арабы йеменского происхождения.

## Экономика
Основу экономики города составляет сельское хозяйство, основные культуры которого — бананы, хлопок, арахис и др. Сельскохозяйственная продукция экспортируется через порт Кисмайо.